# 친지 데 베마라하 자연보호구역
친지 데 베마라하 자연보호구역(영어: Tsingy de Bemaraha Strict Nature Reserve, 프랑스어: Réserve naturelle intégrale du Tsingy de Bemaraha, 말라가시어: Tsingin'ny Bemaraha)은 마다가스카르에 위치한 국립 공원으로 유네스코 세계 자연 유산이다.